# Матвеевка (Семёновский район)
Матвеевка (укр. Матвіївка) — село,
Нарожанский сельский совет,
Семёновский район,
Полтавская область,
Украина.
Код КОАТУУ — 5324584603. Население по переписи 2001 года составляло 218 человек.

## Географическое положение

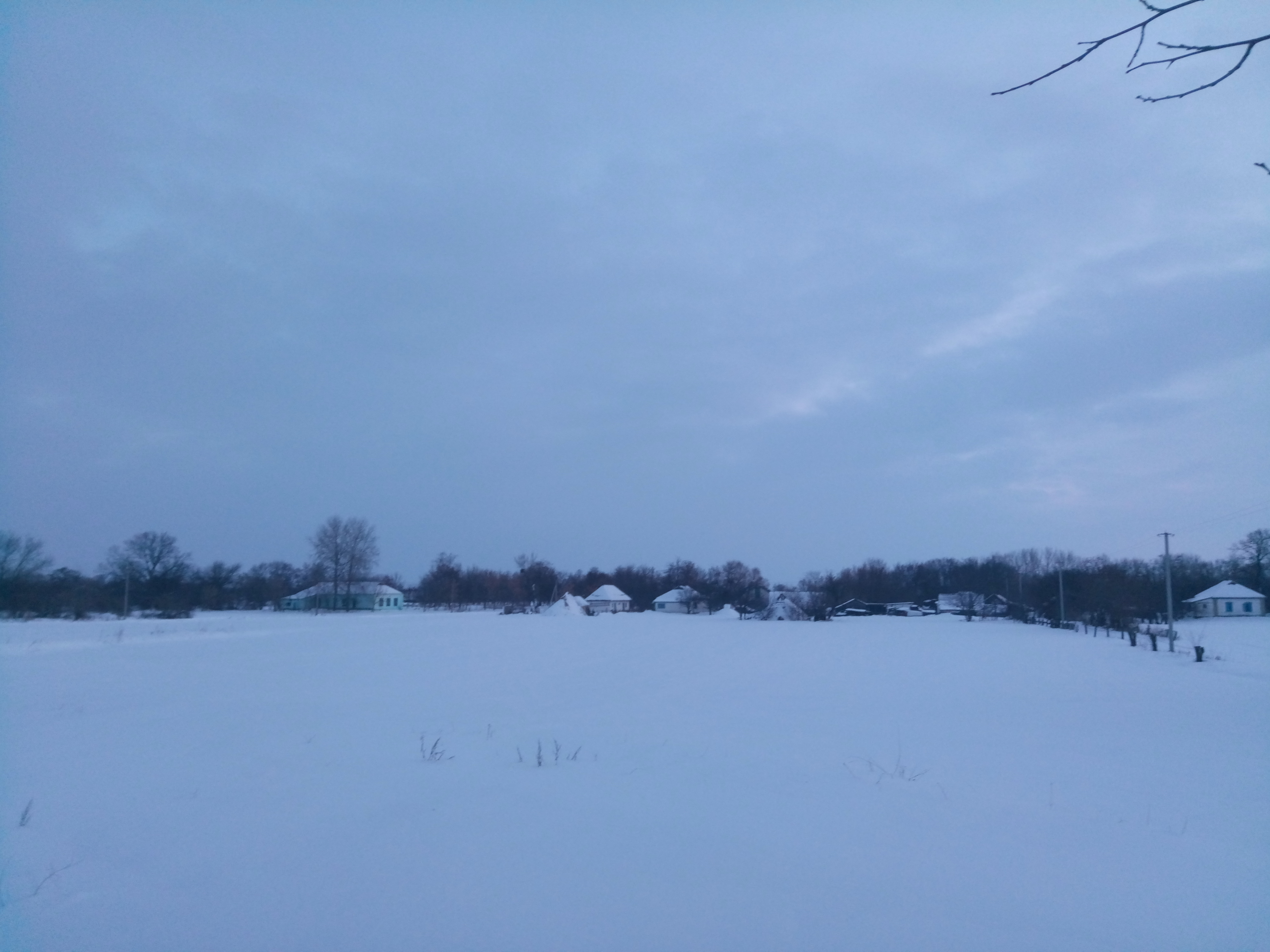
Село зимой

Село Матвеевка находится на левом берегу реки Сула,
выше по течению на расстоянии в 3,5 км расположено село Загребля (Оржицкий район),
ниже по течению на расстоянии в 5 км расположено село Нарожье,
на противоположном берегу — село Малоселецкое (Оржицкий район).
Река в этом месте извилистая, образует лиманы, старицы (Ярки) и заболоченные озёра.

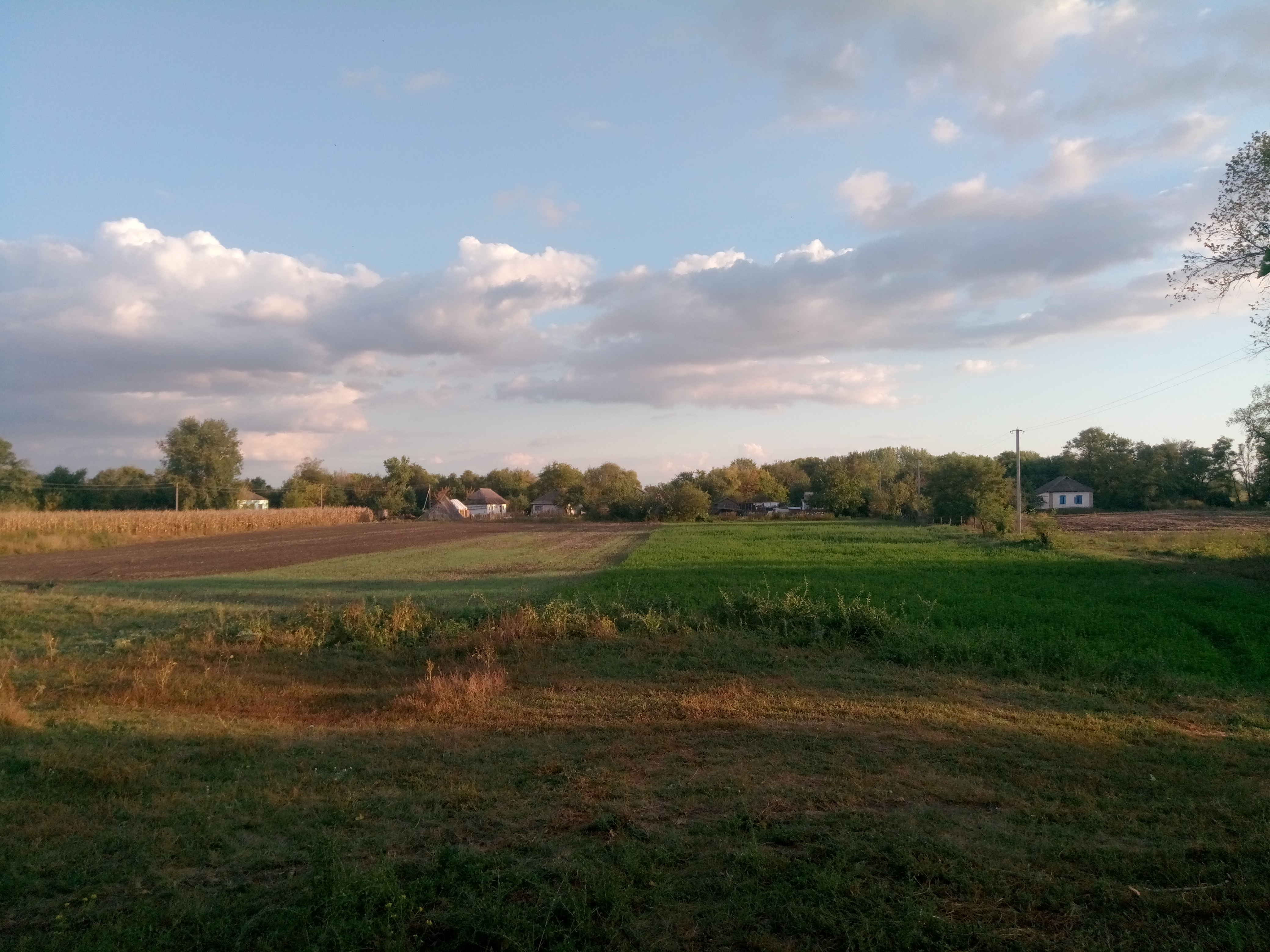
Село летом

## Происхождение названия
История села по некоторым переводы начинается в 16 веке, когда в результате восстания под руководством Северина Наливайко сюда переселились или братья, или трое казаков — Худолий, Матвей и Мусий. В их честь и было названо три соседних села:  Худолиевка, Матвеевка и Мусиевка.

## История

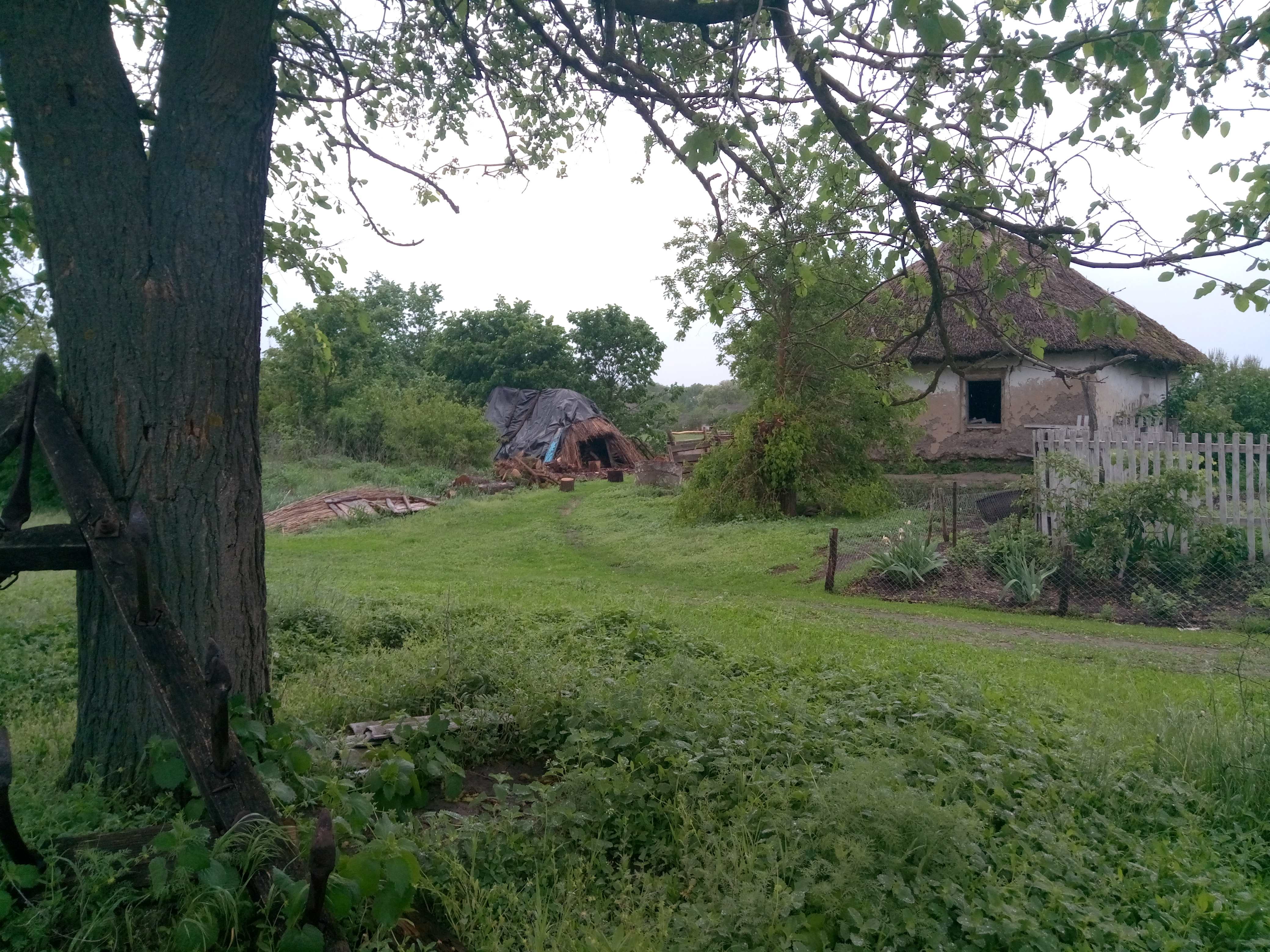
Пример старой хаты в Матвеевке

По легенде село основали три крестьянина-беглеца Худолий, Мусий и Матвей. Но ознакомившись с историей окрестных сел Мусиевка и Худолиевка и опираясь на некоторые документальные и художественные произведения, становится понятным, что судьбы Худолиевки и Мусиевки чем-то похожи. Там и там есть старые поселения, которые находятся на островах между непроходимых болот, а следовательно, и является фактом, что заселили их те, кто от кого прятался. А относительно Матвеевки, то это поселение считается казацким выселком. А поселялись здесь казаки с Лукомской крепости во времена Гетманщины и существование Лубенского полка, следовательно, и село казачье.
Имеется на карте 1812 года